# Петраков Олександр Васильович
Олекса́ндр Васи́льович Петрако́в (6 серпня 1957, Київ, УРСР) — український футболіст і тренер (має «PRO»-диплом УЄФА). Заслужений тренер України, заслужений працівник фізкультури й спорту України, один із провідних українських футбольних фахівців у дитячо-юнацькому футболі. Як тренер 2019 року став молодіжним чемпіоном світу (до 20 років) — це найбільше досягнення в історії українського національного футболу. З 17 листопада 2021 року по 31 грудня 2022 року — головний тренер національної збірної України. З 14 січня 2023 року — головний тренер збірної Вірменії.

## Життєпис

### Клубна кар'єра
Вихованець київського «Динамо». Протягом кар'єри гравця виступав на позиції захисника у складі низки клубів нижчих ліг, а саме: «Локомотив» (Вінниця), СКА (Київ), «Дніпро» (Черкаси), «Авангард» (Рівне) та «Колос» (Нікополь), де за свою 8-річну кар'єру гравця зіграв понад 250 офіційних матчів (перша ліга СССР — 46 матчів, друга ліга — 213 та кубок — 4 офіційних матчі).

### Тренерська кар'єра
Професіональну тренерську кар'єру розпочав в запорізькому «Торпедо», де входив до тренерського штабу впродовж 1993—1994 років, згодом працював на аналогічній посаді в ЦСКА-2 (Київ). А в 1998 році очолив другу київську армійську команду, яка в той час виступала в першій українській лізі. Згодом тренував учасників другого за рангом дивізіону України, а саме: «Спартак» (Суми) та ФК «Вінниця». Після чого подальша кар'єра Олександра Васильовича була вже пов'язана суто із дитячо-юнацьким футболом, спочатку він працював тренером в ДЮСШ «Динамо» (Київ), а вже потім в РВУФК (Київ). З 2010 року працює головним тренером різних юнацьких збірних України, де за підсумками різних років вже встиг здобути для українського футболу різноманітних міжнародних успіхів.
У 2019 році став чемпіоном світу зі збірною України до 20 років
18 серпня 2021 року призначений в.о. головного тренера національної збірної України. 17 листопада 2021 року призначений головним тренером національної збірної України. Петраков попросив знизити йому зарплатню, і на посаді головного тренера отримував у 7-8 разів менше за Шевченка, заявивши, що йому стільки не треба — «люди не зрозуміють». Під його керівництвом у відборі на чемпіонат світу 2022 Україна завершила груповий етап двома перемогами та трьома нічиїми, в першій грі етапу плей-оф обіграла Шотландію (3:1), але у вирішальному матчі програла збірній Уельсу з рахунком 0:1 та не пройшла до фінальної частини ЧС-2022. 31 грудня 2022 року контракт Петракова зі збірною України завершився.
14 січня 2023 року став головним тренером збірної Вірменії.

## Досягнення

### Як гравця
- Срібний призер Чемпіонату УРСР (1): 1979
- Бронзовий призер Чемпіонату УРСР (2): 1978, 1981

### Як тренера
- Чемпіон світу серед молодіжних команд: 2019
- Учасник молодіжного чемпіонату світу: 2015 (1/8 фіналу)
- Учасник юнацького чемпіонату Європи: 2014 (5-е місце), 2018 (3-4-е місце)

## Нагороди
- Почесне звання Заслужений працівник фізичної культури і спорту України (2019)[9]
- Заслужений тренер України (2009)